# Botón de ancla
Botón de ancla és una pel·lícula espanyola de comèdia dramàtica dirigida per Ramón Torrado el 1948 amb un guió basat en la novel·la homònima de José Luis de Azcárraga Bustamante. El film va ser objecte d'un remake, amb el mateix títol, protagonitzada pels integrants del Duo Dinámico. En 1974, el propi Torrado dirigiria un altre remake titulat Los caballeros del botón de ancla.

## Argument
Carlos, José Luis i Enrique (coneguts com la Trinca del Botón de Ancla) són tres amics i companys guardiamarines a l'Escola Naval Militar de Marín (Pontevedra), que viuen una vida desenfadada gastant bromes als alumnes novells i festejant nombroses dones. Un dia Carlos coneix la filla d'un armador de pesca anomenada María Rosa i se n'enamora ràpidament, oblidant Dorita Beltrán, una artista amb la que mantenir una relació. Poc després Dorita coneix José Luis a Vigo i decideix seduir-lo per venjar-se de Carlos. Carlos va al vestidor de Dorita per decebre-la d'una vegada per totes, però José Luis els sorprèn junts i trenca la seva amistat. Després d'un temps enfrontats, la mort d'Enrique els farà reflexionar sobre les seves diferències.

## Repartiment
- Antonio Casal com José Luis Bahamonde
- Jorge Mistral com Carlos Corbián.
- Fernando Fernán Gómez com Enrique Tejada y Sandoval.
- Isabel de Pomés com María Rosa.
- Alicia Romay com Dorita Beltrán.
- Fernando Fernández de Córdoba com Comandant Manzano.
- Xan das Bolas com "Trinquete".
- Mary Santpere com Señorita 1.
- María Isbert com Señorita 2.
- Félix Fernández com Comandant segon.
- Encarna Paso.

## Producció
La productora Suevia Films, de Cesáreo González Rodríguez, va gastar dos milions i mig de pessetes en la pel·lícula, un pressupost molt elevat per a l'època. El rodatge a Marín i Vigo, que havia de durar un mes, es va haver d'allargar fins a 3 mesos, a causa del mal temps. Els autors no estaven segurs que fos del gust del règim franquista, perquè la pel·lícula humanitzava i feia comèdia del món militar, de manera que es van autocensurar algunes escenes que creien que podrien considerar-se excessives. No obstant això, el suport oficial va ser total, la pel·lícula va agradar a Franco, va ser declarada "d'interès nacional" i Ramón Torrado i Cesáreo González foren convidats al Palau Reial d'El Pardo. També fou la primera pel·lícula projectada al Teatro Cine Fraga de Vigo.

## Premis
La pel·lícula va aconseguir un premi econòmic de 450.000 ptes, als premis del Sindicat Nacional de l'Espectacle de 1948.